# 論理学

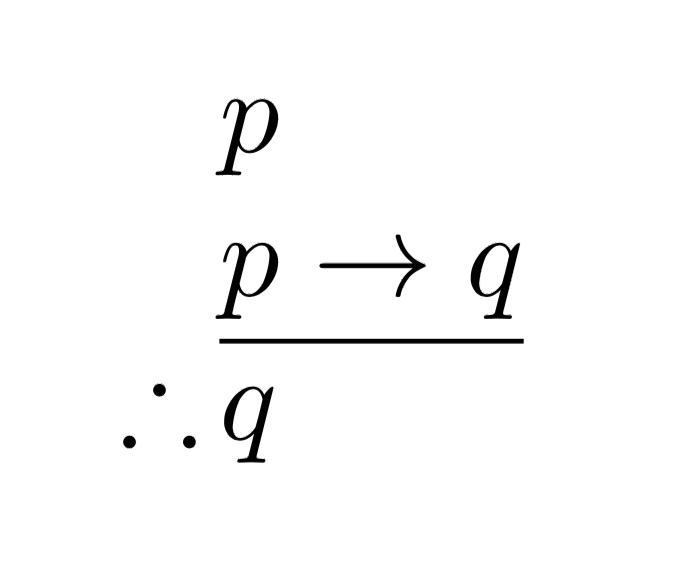
論理学では、モーダスポネンスのような形式的に妥当な推論を研究する。

論理学（ろんりがく、古希: λογικὴ τέχνη、古代ギリシア語ラテン翻字: logikè téchnē、英: logic、独: Logik、仏: Logique）は、正しい推論の研究である。形式論理学および非形式論理学が含まれる。形式論理学は、演繹的に妥当な推論あるいは論理的真理の研究である。論証の議題や内容とは無関係に、論証の構造のみにより、前提からどのように結論が導かれるかを研究する。非形式論理学は、非形式的誤謬、批判的思考、議論学と関わりがある。非形式論理学は自然言語で記述される論証を研究する一方、形式論理学は形式言語を用いる。各形式論理体系は、証明系を記述する。論理学は、哲学、数学、計算機科学、言語学を含む多くの分野で中核をなす。
論理学は、前提の集合および結論からなる論証を研究する。論証の例には、前提「今日は日曜日である」および「今日が日曜日であれば、私は働かなくて良い」から結論「私は働かなくて良い」を導くものがある。前提および結論は、命題あるいは真理適合的な言明を表現する。命題の重要な側面は、その内部構造にある。例えば、複合命題は、{\displaystyle \land } (かつ) や {\displaystyle \to } (...ならば...) のような論理語彙で接続された単純命題から構成される。単純命題も、「日曜日」や「働く」のような各部分に分解できる。命題の真偽は、通常、その各部分すべての意味に依存する。ただし、論理的に真の命題はその各部分の具体的な意味とは無関係にその論理的構造のみによって真であるため、これに当てはまらない。
論証には、正しいものと正しくないものがある。論証は、前提が結論を支持する場合に正しい。演繹的論証は、前提が真である場合、結論も必然的に真であるため、結論の支持が最も強い。一方、前提に含まれない新しい情報を含む結論が帰結する拡充的論証では、同様の強い結論の支持が存在しない。日常対話および自然科学で見られる多くの論証は、拡充的論証である。拡充的論証は、帰納的論証および遡及論証に分類される。帰納的論証は、多くのカラスの個体を観察してすべてのカラスが黒いと結論するような、統計的一般化である。遡及論証は、医者が患者の症状をうまく説明する診断を下すような、最良の説明への推論である。正しい推論の水準に満たない論証には、多くの場合、誤謬が含まれる。論理体系は、論証の正しさを評価する理論的枠組みである。
論理学は、古代から研究されてきた。論理学の初期の成果には、アリストテレス論理学、ストア派論理学、ニヤーヤ学派、墨家がある。アリストテレス論理学は、三段論法の形式を取る推論を研究する。アリストテレス論理学は、ゴットロープ・フレーゲら19世紀後半の数学者の業績を起源とする現代の形式論理学に取って代えられるまで、西洋で主要な論理体系とみなされてきた。今日、最も用いられる論理体系は古典論理である。古典論理は、命題論理および一階述語論理からなる。命題論理は完全な命題の論理的関係のみを対象とする一方、一階述語論理は述部や数量詞のような命題の各部分も研究する。拡張論理は、古典論理の基礎となる基本的な直感を受け入れ、これを形而上学、倫理学、認識論などの別の分野に拡張する。一方、逸脱論理は、古典論理で用いられる直感の一部を却下し、論理学の基本法則への別の説明を提示する。

## 定義
「logic」は、「理性」、「言説」、「言語」などの訳語が充てられる古代ギリシア語の「ロゴス（λόγος）」を語源とする。論理学は、歴史的には思考法則あるいは正しい推論の研究と定義され、推論あるいは論証の観点から理解されてきた。論証は、推論を表現する。論証は、前提の集合および結論からなる。論理学は、論証が正しいかどうか、つまり、論証の前提が結論を支持するかどうかを研究する。形式論理学および非形式論理学はどちらも論証の正しさの評価を対象とすることから、この大まかな論理学の定義は、形式論理学および非形式論理学を含む広義の論理学に当てはまる。形式論理学は歴史的に深く研究されてきた論理学の分野であり、一部の論理学者は、形式論理学のみを論理学の範囲と捉えている。

### 形式論理学
形式論理学は、記号論理学とも呼ばれ、数理論理学で広く用いられる。形式論理学では、推論の研究に形式的なアプローチを取り、具体的な表現を抽象的な記号に置き換え、論証の論理形式をその具体的な内容から独立して研究する。形式論理学は、論証の抽象的な構造のみに注目し、その具体的な内容には注目しない。この点で、形式論理学は論証の抽象的な構造のみに注目し、その具体的な内容を考慮しないことから、内容独立的であるといえる。
形式論理学は、演繹的に妥当な論証を研究する。演繹的に妥当な論証では、前提が真であることが結論が真であることを保証する。これは、前提が真であり、かつ、結論が偽であることが不可能であるということを指す。妥当な論証では、前提および結論の論理的構造は、推論規則と呼ばれる規則に従う。例えば、モーダスポネンスは、「(1) {\displaystyle p}; (2) {\displaystyle p} であれば {\displaystyle q}; (3) したがって、{\displaystyle q}」の形式を取るあらゆる論証が、名辞 {\displaystyle p} および {\displaystyle q} の指示対象にかかわらず妥当であるという推論規則である。この点で、形式論理学は妥当な推論の研究と定義できる。別の定義では、論理学は論理的真理の研究であるとされる。命題の真偽がその命題の持つ論理語彙のみに依存する場合、その命題は論理的に真である。論理的に真の命題は、言明「今雨が降っている; または、今雨が降っていない」のように、あらゆる可能世界、および、命題の論理項以外の要素のあらゆる解釈のもとで真である。これらの2つの形式論理学の定義は同一ではないが、深い関連がある。例えば、{\displaystyle p} から {\displaystyle q} への推論が演繹的に妥当であれば、言明「{\displaystyle p} であれば {\displaystyle q}」は論理的真理である。

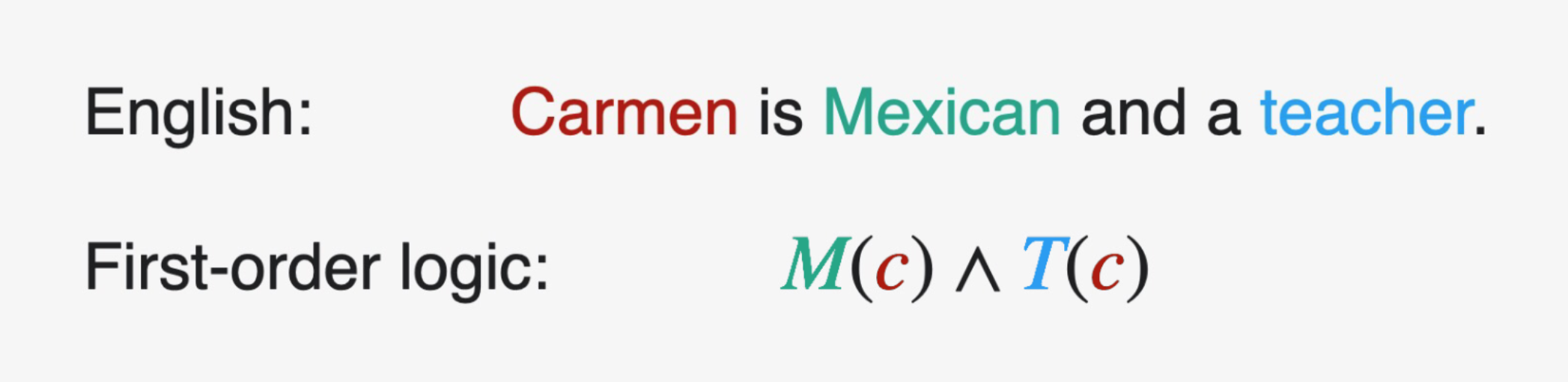
形式論理学では、自然言語で記述された論証の妥当性を評価するには、まず論証を一階述語論理などの形式言語に翻訳する必要がある。この例では、文字 は「Carmen (カルメン) 」、文字 および はそれぞれ「Mexican (メキシコ人) 」および「teacher (教師) 」を指す。記号 は「and (かつ) 」を意味する。

形式論理学では、形式言語を用いて論証を記述・検討する。形式言語は、通常、非常に少ない語彙および厳密な統語規則を持つ。統語規則は、記号を組み合わせて文 (well-formed formulaと呼ばれる) を定立する方法を定義する。この形式論理の単純さと厳密さにより、推論規則の正確な定義が可能となる。推論規則は、論証の妥当性を決定する。形式論理学は形式言語に依存するため、自然言語で記述された論証を直接研究することはできない。自然言語で記述された論証の妥当性を評価するには、まずそれを形式言語に翻訳する必要がある。
各論理体系は、妥当とみなす推論規則や用いる形式言語の点でそれぞれ異なる。19世紀後半より、多くの新たな形式体系が提案されてきた。形式体系を論理体系とみなす基準には合意がない。例えば、一階述語論理のような論理的に完全な体系のみが論理体系であるという見解もある。このため、一部の論理学者は、高階述語論理を厳密に論理体系とみなさない。

### 非形式論理学
広義では、論理学には形式論理学および非形式論理学の両方が含まれる。非形式論理学は、非形式的な基準を用いて論証の正しさを検討・評価する。非形式論理学は、主に日常対話に注目する。非形式論理学は、形式論理学の知見を自然言語で記述された論証に応用することが困難であることが判明するにつれて、研究が進められた。この点で、非形式論理学は、形式論理学だけでは解決できない問題を研究する分野であるといえる。形式論理学および非形式論理学は、どちらも論証の正しさを評価し、誤謬を判別するための基準を提示する。
非形式論理学の定義としては多くのものが提案されてきたが、非形式論理学の厳密な定義には合意がない。最も字面的な定義では、「形式」および「非形式」という語を、論証を記述する言語を指すものとみなす。この定義では、非形式論理学は、非形式言語あるいは自然言語で記述される論証を研究する分野とされる。形式論理学では、自然言語で記述された論証は、形式言語に翻訳することで間接的にのみ検討できる一方、非形式論理学では、そのような論証を元々の形式で直接検討できる。また、この定義では、論証「鳥は飛ぶ; トゥイーティーは鳥である; したがって、トゥイーティーは飛ぶ」は自然言語で記述されており、非形式論理学で検討される一方、形式言語への翻訳「(1) {\displaystyle \forall x(\mathop {\mathit {Bird}} (x)\to \mathop {\mathit {Flys}} (x))}; (2) {\displaystyle \mathop {\mathit {Bird}} ({\mathit {Tweety}})}; (3) {\displaystyle \mathop {\mathit {Flys}} ({\mathit {Tweety}})}」は形式論理学で検討される。自然言語の表現は曖昧であったり、文脈に依存していたりする場合があり、自然言語で記述される論証の研究には困難が伴う。別の定義では、非形式論理学は、広義で議論の基準や手順の規範的な研究とされる。この定義では、非形式論理学には、議論における理性の役割、批判的思考、議論の心理学に関する問題も含まれる。
また、非形式論理学を非演繹的論証の研究と定義するものもある。この定義は、非形式論理学を演繹的推論を研究する形式論理学と対照する。非演繹的論証は、結論がおそらく真であることを示すが、結論が真であることを保証しない。非演繹的論証には、「私がこれまで見たカラスはすべて黒かった」から「すべてのカラスは黒い」を結論するような、経験的観察に基づく帰納的論証がある。
また、非形式論理学を非形式的誤謬の研究と定義するものもある。非形式的誤謬は、論証の内容やコンテキストに誤りが含まれる正しくない論証である。例えば、誤った二分法は、考慮されうる選択肢を除外することで、内容の誤りを犯す誤謬である。誤謬「あなたは我々の味方であるか、我々の敵である; あなたは我々の味方ではない; したがって、我々の敵である」は、誤った二分法である。一部の論理学者は、形式論理学を論証の大まかな形式のみの研究、非形式論理学を実際の論証の例の研究と定義する。別の定義では、形式論理学は正しい推論における論理定数の役割のみの研究、非形式論理学は具体的な概念の意味の検討も含む研究とされる。

## 概念

### 前提・結論・真偽

#### 前提と結論
前提および結論は、推論および論証の基本的な部分であり、論理学において中核をなす。妥当な推論あるいは正しい論証では、前提から結論が導かれる。つまり、前提が結論を支持する。例えば、前提「火星は赤い」および「火星は惑星である」は、結論「火星は赤い惑星である」を支持する。多くの論理体系では、前提および結論が真理の担い手でなければならないとされる。これは、前提および結論が真理値を持たなければならない (真または偽でなければならない) ということを指す。現代哲学では、前提および結論は、命題あるいは文とみなされる。命題は、文の外延であり、一般に抽象的対象とされる。例えば、英語の文「the tree is green」は、ドイツ語の文「der Baum ist grün」とは異なるが、どちらも同じ命題を表現する。
前提および結論の命題説は、抽象的対象への依存により批判されてきた。例えば、自然主義では、通常、抽象的対象の存在は否定される。また、命題の同一性の基準の定義の困難性を問題とする見解もある。このような異論は、前提および結論を、命題ではなく文 (本のページに印刷された記号のような具体的な言語的対象) と見ることで回避できる。ただ、この場合、文が多くのケースで文脈に依存していて曖昧であり、論証の妥当性がその各部分だけでなく文脈や解釈にも依存するという新たな問題が生じる。また、前提および結論を、思考や判断のような心理的な観点で理解する方法もある。この立場は心理主義と呼ばれる。心理主義は、20世紀初頭には盛んに議論されたが、現在は広く受け入れられていない。

#### 内部構造
前提および結論は内部構造を持つ。命題および文と同様に、前提および結論には単純なものと複合的なものがある。複合命題は、その構成要素として、「かつ」や「...であれば...」のような論理結合子で接続された別の命題を持つ。一方、単純命題は命題部を持たない。ただし、単純命題も、単称名辞や述部などの副命題的部分を持つため、内部構造を持つと見ることができる。例えば、単純命題「火星は赤い」は、述語「赤い」を単称名辞「火星」に適用することで定立される。一方、複合命題「火星は赤い; かつ、金星は白い」は、論理結合子「かつ」で接続された2つの単純命題で定立される。
命題の真偽は、少なくとも部分的にはその構成要素に依存する。真理関数的な命題結合子で定立された複合命題では、命題の真偽はその各部分の真理値のみに依存する。ただし、この関係は、単純命題およびその副命題的部分を検討する場合にはより複雑となる。単純命題の副命題的部分は、対象 (または対象の集合) の指示など、それ自体で意味を持つ。各副命題的部分が構成する単純命題の真偽は、それら各部分の現実との関係 (各部分が指示する対象のありよう) に依存する。この議題は、指示の理論で研究される。

#### 論理的真理
複合命題には、その各部分の具体的な意味とは無関係に真であるものがある。例えば、古典論理では、複合命題「火星は赤い; または、火星は赤くない」は、単純命題「火星は赤い」などの命題の各部分の真偽によらず真である。この場合、この真理は論理的真理と呼ばれる。命題の真偽がその命題に含まれる論理語彙のみに基づく場合、その命題は論理的に真であるという。これは、その命題が、その論理項以外の部分にいかなる解釈を適用しても真であるということを指す。一部の様相論理体系では、このことを命題があらゆる可能世界で真であるという。一部の論理学者は、論理学を論理的真理の研究と定義する。

#### 真理値表
論理結合子の振る舞いや、複合命題の各部分とその真理値の依存関係を示すのに、真理値表が用いられる。真理値表は、各列に入力変数を持ち、各行にこれらの変数が取りうる真理値の可能な組み合わせを持つ。真理値「真」・「偽」の省略としては、一般に記号「T」・「F」あるいは「1」・「0」が用いられる。最初の列で、入力変数のあらゆる可能な真理値の組み合わせが提示され、残りの列で、入力値に対応する各表現の真理値が提示される。例えば、表現 {\displaystyle p\land q} では、論理結合子 {\displaystyle \land } (かつ) が用いられる。この論理結合子は、「昨日は日曜日であった; かつ、昨日は晴天であった」のような文を表現するのに用いることができる。この文は、入力変数 {\displaystyle p} (「昨日は日曜日であった」) および {\displaystyle q} (「昨日は晴天であった」) の両方が真である場合にのみ真であり、それ以外の場合、文全体が偽となる。その他の重要な論理結合子には、{\displaystyle \lnot } (...でない) 、{\displaystyle \lor } (または) 、{\displaystyle \to } (...であれば...) 、{\displaystyle \uparrow } (否定論理積) がある。ある条件命題 {\displaystyle p\to q} からは、その逆 ({\displaystyle q\to p}) 、裏 ({\displaystyle \lnot p\to \lnot q}) 、対偶 ({\displaystyle \lnot q\to \lnot p}) の真理値表が得られる。真理値表は、複数の命題結合子を用いた複合表現に対しても定義できる。
| {\displaystyle p} | {\displaystyle q} | {\displaystyle p\land q} | {\displaystyle p\lor q} | {\displaystyle p\to q} | {\displaystyle \lnot p\to \lnot q} | {\displaystyle p\uparrow q} |
| ----------------- | ----------------- | ------------------------ | ----------------------- | ---------------------- | ---------------------------------- | --------------------------- |
| T                 | T                 | T                        | T                       | T                      | T                                  | F                           |
| T                 | F                 | F                        | T                       | F                      | T                                  | T                           |
| F                 | T                 | F                        | T                       | T                      | F                                  | T                           |
| F                 | F                 | F                        | F                       | T                      | T                                  | T                           |

### 論証と推論
論理学は一般に、論証あるいは推論の正しさの研究と定義される。論証は、前提の集合および結論からなる。推論は、前提から結論を導く過程である。ただ、論理学では、「論証」および「推論」を同義とみなす場合もある。論証は、前提が結論を支持するかによって、正しいものと正しくないものに分類される。一方、前提および結論は、それが現実に沿うかによって真偽が決まる。形式論理学では、論証が正しく、かつ、真の前提のみを持つものを健全な論証という。論証は、単純論証および結合論証に分類される場合がある。結合論証は、単純論証を連ねて定立された論証である。つまり、ある論証の結論が、続きの論証の前提となる。結合論証が正しいためには、これらの連なった論証のすべてが正しい必要がある。

論理学で用いられる論証関連の用語

論証および推論には、正しいものと正しくないものがある。論証および推論は、前提が結論を支持する場合に正しい。正しくない場合、この支持が欠けている。結論の支持は、推論の種類によって異なる形態を取る。演繹的推論は、最も強い支持を持つ。ただし、前提に演繹以外の結論の支持があり、演繹に妥当でない論証も正しい論証である場合がある。この場合、帰納的推論または拡充的推論の用語が用いられる。演繹的論証は形式論理学と関連し、拡充的論証は非形式論理学と関連する。

#### 演繹的論証
演繹的に妥当な論証では、前提が結論の真理を保証する。論証「(1) すべてのカエルは両生類である; (2) 両生類の猫は存在しない; (3) したがって、猫であるカエルは存在しない」は、演繹的に妥当な論証の例である。演繹的妥当性の評価では、前提や結論が実際に真であるかは考慮しない。したがって、論証「(1) すべてのカエルは哺乳類である; (2) 哺乳類の猫は存在しない; (3) したがって、猫であるカエルは存在しない」も、前提から結論が必然的に導かれるため、妥当である。
アルフレト・タルスキによると、演繹的論証は次の3つの不可欠な要素を持つ。(1) 形式的である。つまり、前提および結論の形式のみに依存する。(2) アプリオリである。つまり、評価に経験を必要としない。(3) 様相的である。つまり、その他の条件とは無関係に、命題の論理的必然性のみにより成立する。
1つ目の要素 (論証の形式性) により、演繹的推論は、推論規則と同一視される。各推論規則は、前提および結論の形式 (推論が妥当であるための構造) を定義する。どの推論規則にも適合しない論証は、演繹的に妥当でない。モーダスポネンスは、基本的な推論規則であり、「(1) {\displaystyle p} である; (2) {\displaystyle p} であれば、{\displaystyle q} である; (3) したがって、{\displaystyle q} である」の形式を取る。例えば、雨が降っていた ({\displaystyle p}) 、および、雨が降ると道が濡れる ({\displaystyle p\to q}) という知識から、モーダスポネンスを用いて、今道が濡れている ({\displaystyle q}) という結論を演繹できる。
3つ目の要素 (論証の様相性) は、演繹的に妥当な推論は真理保存的 (truth-preserving) であり、前提が真で結論が偽であることが不可能であると言い換えることができる。この要素により、演繹的推論は、前提に存在しない新しい情報を導くことがないため、情報のない (uninformative) 推論と形容されることがある。ただし、この見解では、ほとんどの数学も同様に情報がないということになってしまうため、常にこの見解が受け入れられるわけではない。また、surface informationとdepth informationの区別を導入する見解もある。文のsurface informationは、文が明示的に提示する情報である。depth informationは、明示的・暗示的にかかわらず、文に含まれる情報全体である。この見解では、演繹的推論はdepthのレベルでは情報のない推論であるが、surfaceのレベルでは、暗示的な情報が明らかにされるため、情報的 (informative) であるとされる。情報的な推論には、数学の証明などがある。

#### 拡充的論証
拡充的論証は、前提に含まれない新しい情報が結論する論証である。拡充的論証では、前提が結論をより確からしくする一方、結論の真理は保証されない。つまり、前提がすべて真であっても結論が偽である場合がある。この特徴は、非単調性および棄却可能性と強く関連する。つまり、新たな推論から得られた情報をもとに、前の結論が棄却される場合がある。拡充的推論は、多くの日常対話および自然科学における論証の中核をなす。拡充的推論は、異なる推論の正しさの基準を持ち、無条件で正しくないものは存在しない。拡充的推論における結論の支持は、通常、段階で得られる。強い拡充的論証では、結論が非常に確からしいということができ、弱い拡充的推論では、この確からしさの度合いが弱まる。したがって、前提による支持が弱いがこれを無視できない場合など、正しい拡充的論証と正しくない拡充的論証の区別は曖昧である場合もある。この特徴は、論証が妥当なものとそうでないものに厳密に区別され、その境界線上にあるものが存在しない演繹的論証とは対照的である。
拡充的論証の分類に用いられる用語には一貫性がない。James Hawthorneら一部の哲学者は、演繹的論証以外のあらゆる論証を「帰納」に分類する。一方、狭義では、帰納的論証は遡及論証とともに、拡充的論証の一種に数えられる。また、Leo Groarkeら一部の哲学者は、拡充的論証の種類として、さらにconductive argumentを挙げる。この狭義の意味では、帰納は主に統計的一般化を伴う論証と定義される。この場合、特定の規則を示す多数の事例の観察を前提とし、この規則が常に成立するという一般法則を結論するものが帰納的推論に分類される。例えば、過去に観察したゾウの色の知識をもとに、「すべてのゾウは灰色である」と結論する推論がこれに当たる。また、一般法則ではなく、「私がまだ見ていないあるゾウも同様に灰色である」のように、さらなる事例についての結論を推論するものも帰納的推論に含まれる。Igor Douvenら一部の哲学者は、帰納的推論を統計的一般化のみに基づく推論と定義する。この定義では、帰納的推論は遡及推論と区別される。
逆行推論には、統計的一般化を伴わないものもある。いずれの場合にも、逆行推論では、前提が真であることを結論がもっともうまく説明できるということを根拠に、前提から結論が支持される。この点で、逆行推論は、最良の説明への推論と形容される。早朝にキッチンにパンくずの乗った皿があるという前提から、その家の住人が夜食をとったが、疲れて食卓を片付けなかったと結論する場合を例とする。この例では、この推論は、結論が現在のキッチンの状態を最もうまく説明できるため、正当化される。逆行推論では、単に結論が前提を説明するというだけでは不十分である。例えば、「空き巣が昨晩家に入り、途中で空腹を感じたため夜食をとった」という結論も現在のキッチンの状態を説明できるが、この結論は最も可能性が高い説明とはいえないため、正当化されない。

### 誤謬
すべての論証が正しい推論の水準を満たすわけではない。論証が正しい推論の水準に満たない場合、そのような論証は誤謬と呼ばれる。誤謬の重要な側面は、論証の結論が偽であるという点ではなく、結論に至る推論に瑕疵があるという点にある。したがって、論証「今日は晴れている; したがって、クモには足が8本ある」は、結論が真であっても誤謬である。ジョン・スチュアート・ミルら一部の哲学者は、誤謬の要件として、「論証が一見正しいように見えること」を付け加えた。これにより、実際の誤謬を、単なる不注意による推論の誤りと区別できる。

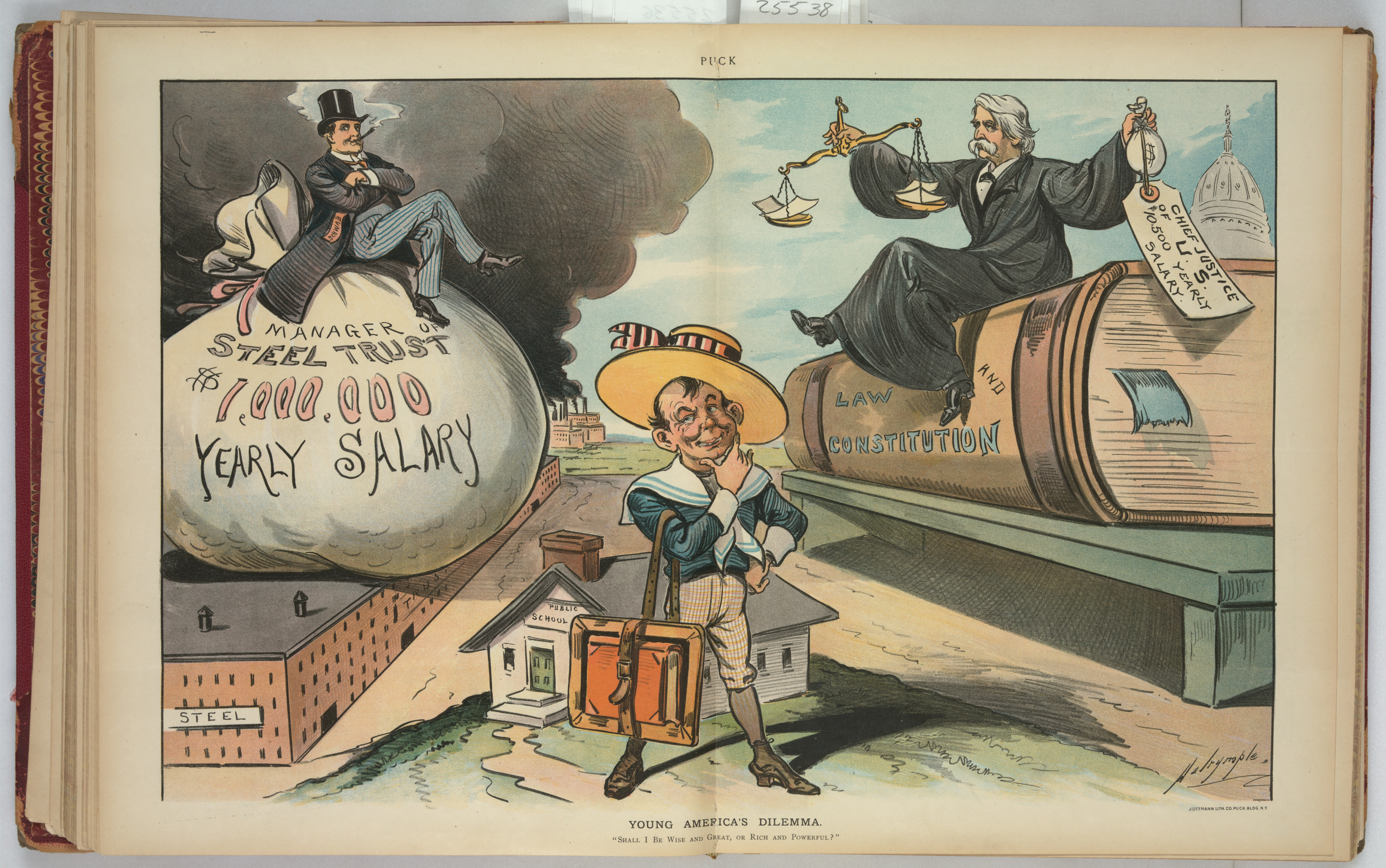
Young America's dilemma: 賢く偉大であるべきか、裕福で強くあるべきか? (1901年のポスター) 。これは、起こりうる事象を除外する選言的前提で、非形式的誤謬の一種である誤った二分法の例である。

誤謬は、形式的誤謬および非形式的誤謬に分類される。形式的誤謬では、論証の形式に問題が存在する。前件否定は、形式的誤謬の一種である。ただし、多くの種類が学術的に議論されているほとんどの誤謬は非形式的誤謬である。非形式的誤謬では、論証の内容あるいはコンテキストに問題が存在する。非形式的誤謬は、さらに曖昧さの誤謬、仮定の誤謬、関連性の誤謬に分類される場合がある。曖昧さの誤謬では、「羽毛は明るい; 明るいものが暗いことはあり得ない; したがって、羽毛が暗くなることはない」のように、自然言語の曖昧さが誤りの原因となる。仮定の誤謬では、間違っているか、正当化されない仮定が含まれる。関連性の誤謬では、前提が結論と無関係であるため、結論が前提により支持されない。

### 定義的・戦略的規則
論理学では、論証が正しい、あるいは正しくないための条件に注目する。これらの条件に違反する場合、誤謬が存在する。形式論理学では、これらの条件を推論規則と呼ぶ。推論規則は、推論の正しさや許容される推論を決定する定義的規則である。定義的規則は、戦略的規則と対比される。戦略的規則は、ある前提の集合から結論を導くために必要な推論の手順を決定する。この区別は、論理学だけでなく、ゲームにも存在する。例えばチェスでは、定義的規則が、ビショップが斜めにのみ移動できるということを規定する。一方、戦略的規則は、中央を制圧し、キングを守るなど、ゲームに勝つために合法手をどのように用いることができるかを規定する。戦略的規則は、効率的な推論に重要であり、論理学者は戦略的規則により重きを置くべきであると主張される。

### 形式体系
形式論理体系は、形式言語および公理の集合と、これらの公理から推論を行うための証明系からなる。論理学では、証明なしに受け入れられる文を公理という。公理は、他の文の正当化に用いられる。一部の論理学者は、形式言語の表現と現実の対象の関係を規定する形式意味論を形式論理体系に含める。19世紀後半より、多くの新たな形式体系が提案されてきた。
形式言語は、アルファベットおよび構文規則からなる。アルファベットは、論理式で用いられる基本的な記号の集合であり、構文規則は、これらの記号を用いてwell-formed formulaを立式する方法を規定する。例えば、命題論理の構文規則は、{\displaystyle P\land Q} がwell-formed formulaであるが、{\displaystyle \land Q} は、論理積 {\displaystyle \land } が両端に項を必要とするためwell-formed formulaではないということを規定する。
証明系は、形式証明を立式するための各規則で、各公理から結論を導く道具である。証明系の規則は、論理式の具体的な内容から独立した、論理式の構文的構造の点で定義される。例えば、古典論理の規則である論理積の導入は、{\displaystyle P\land Q} が 前提 {\displaystyle P} および {\displaystyle Q} から帰結するということを規定する。これらの規則は順番に適用でき、前提から結論を得るための数学的手順を提示する。自然演繹やシークエント計算など、証明系にはさまざまな種類がある。
意味論は、形式言語の論理式をその外延に写像するための体系である。多くの論理体系では、外延は真理値である。例えば、命題論理の意味論は、{\displaystyle P} および {\displaystyle Q} が真であるときに、式 {\displaystyle P\land Q} に外延「真」を与える。意味論的な観点では、前提が真である場合に常に結論も真であるとき、前提は結論を含意する。
論理体系は、証明系が、前提の集合が結論を意味論的に含意する場合以外に結論を導けない場合に健全であるという。これは、論理体系が意味論の定義に基づく偽の結論を導けないということを指す。また、論理体系は、その証明系が前提が含意するすべての結論を導くことができる場合に完全であるという。これは、論理体系が意味論の定義に基づくあらゆる真の結論を導けるということを指す。健全かつ完全な論理体系では、妥当性および含意の関係が完全に一致する。

## 論理体系
論理体系は、推論および論証の正しさを評価するための論理的枠組みである。過去2000年以上の間、西洋では、アリストテレス論理学が最も重要な論理体系とみなされてきたが、この分野での近年の発展により、多くの新たな論理体系が考案されてきた。形式論理体系は、古典論理、拡張論理、逸脱論理に分類される。

### 古典論理
古典論理は、伝統的論理学やアリストテレス論理学とは区別される。古典論理には、命題論理および一階述語論理が含まれる。古典論理は、多くの論理学者が支持する基本的な論理的直感に基づいているため、「古典」と呼ばれる。古典論理の根拠となる直感には、排中律、二重否定の除去、爆発律、二値性の原理が含まれる。古典論理は、当初は数学の論証を評価する目的で考案され、その後、他の分野への応用が進んだ。古典論理は数学に特化しており、哲学的に重要な多くの分野に関連する論理語彙を含まない。例えば、必然性・可能性や、倫理的義務・許可の概念は、古典論理では扱えない。同様に、過去・現在・未来の関係も、古典論理では記述できない。この問題に対して、拡張論理が考案された。拡張論理は、古典論理の基本的な直感を採用し、新たな論理語彙を導入することで、古典論理を拡張する。これにより、数学の範囲を超える倫理学や認識論の分野で、厳密な論理的アプローチが応用できる。

#### 命題論理
命題論理は、要素命題を論理結合子でつないだ式で定立される形式体系である。例えば、命題論理は、2つの要素命題 {\displaystyle P} および {\displaystyle Q} の論理積を複合式 {\displaystyle P\land Q} と表現する。項および述語が最小の構成要素である述語論理とは異なり、命題論理は、真理値を持つ完全な命題をその最も基本的な構成要素とみなす。したがって、命題論理では、複合命題がより単純な命題から構成される論理的関係は記述できるが、命題の内部構造から得られる推論を記述することはできない。

#### 一階述語論理

ゴットロープ・フレーゲは『概念記法』で、量化記号の概念を図示して導入した。この図は、 という判断が真であることを示す。

一階述語論理は命題論理と同じ命題結合子を含むが、命題の内部構造を記述できる点で、古典論理とは異なる。一階述語論理では、特定の物体を指示する単称項、属性や関係を記述する述語、「いくつかの」・「すべての」のような概念を扱う量化子が用いられる。例えば、命題「このカラスは黒い」を表現するには、属性「黒い」を表すのに述語 {\displaystyle B}、カラスを表すのに単称項 {\displaystyle r} を用いて、表現 {\displaystyle B(r)} を得る。黒い物体が存在するということを表現するには、存在記号 {\displaystyle \exists } と変数 {\displaystyle x} を組み合わせて、命題 {\displaystyle \exists xB(x)} を得る。一階述語論理は、このような表現がどのように妥当な論証 ({\displaystyle \exists xB(x)} から {\displaystyle B(r)} を導く場合など) を構成できるかを決定する推論規則を含む。

### 拡充論理
拡充論理は、古典論理の基本原理を受け入れ、形而上学、倫理学、認識論での応用のため、新たな記号や原理を導入する論理体系である。

#### 様相論理
様相論理は、古典論理の拡張版である。真理論的様相論理 (alethic modal logic) と呼ばれる様相論理の基本形態では、対象が可能であることを示す {\displaystyle \Diamond } 、および、対象が必然であることを示す {\displaystyle \Box } の2つの記号が導入される。例えば、論理式 {\displaystyle B(s)} が文「ソクラテスは銀行員である」を表す場合、{\displaystyle \Diamond B(s)} は、文「ソクラテスが銀行員であることは可能である」を表す。これらの記号を論理形式主義に含めるため、様相論理は、推論におけるこれらの記号の振る舞いを規定する新たな推論規則を導入する。様相論理の推論規則の一つは、「対象が必然であるとき、それは可能である」というものである。つまり、{\displaystyle \Diamond A} は {\displaystyle \Box A} から導かれるということである。要素論理の他の推論規則には、「ある命題が必然であるとき、その否定は不可能であり、同様に、ある命題の否定が不可能であるとき、その命題は必然である」というものがある。つまり、{\displaystyle \Box A} が {\displaystyle \lnot \Diamond \lnot A} と同値であるということである。
その他の様相倫理でも同じ記号が導入されるが、様相論理を他の分野に応用するため、記号に別の意味を与える。例えば、義務論理は、倫理学と関連があり、義務および許可 (ある行為者がある行為をしなければならないか、また、ある行為者がある行為をすることを許可されるか) の概念を表す記号を導入する。時相論理における様相演算は、時制の関係を記述する。時相論理では、「あるとき何かが起こった」や「常に何かが起こっている」などを表現できる。認識論では、「何かを知る」や「何かを信じる」の概念を記述するのに認識論理が用いられる。

#### 高階述語論理
高階述語論理は、様相演算子ではなく、新しい形式の量化子を導入する。量化子は、「すべての」・「いくつかの」などの用語に対応する演算子である。古典一階述語論理では、量化子は個体にのみ適用できる。論理式 {\displaystyle \exists x(\mathop {\mathit {Apple}} (x)\land \mathop {\mathit {Sweet}} (x))} (いくつかのりんごは甘い) は、存在記号 {\displaystyle \exists } を個体変数 {\displaystyle x} に適用する例である。高階述語論理では、述語も量化できる。例えば、メアリーとジョンがある共通の属性を持つということを表現するには、論理式 {\displaystyle \exists Q(Q({\mathit {mar}}y)\land Q({\mathit {john}}))} を用いることができる。この例では、存在記号が述語の変数 {\displaystyle Q} に適用されている。この表現力により、数学の理論の立式がより簡潔になるため、高階述語論理は特に数学で有用である。ただし、そのメタ論理学的属性や存在論的影響により、現在も一階述語論理がより広く用いられる。

### 逸脱論理
逸脱論理は、古典論理の基本的な直感の一部を却下する論理体系である。このため、逸脱論理は古典論理を補うものではなく、それを取って代えるものと考えられている。逸脱論理の各論理体系は、却下する古典論理の直感や、同じ問題に対して提示する別解の点でそれぞれ異なる。
直観主義論理は、古典論理を簡素化した論理体系である。古典論理と同じ記号を用いるが、一部の推論規則を除外する。例えば、二重否定の除去の法則では、「文が偽である」が偽の場合、その文は真であるとされる。つまり、{\displaystyle \lnot \lnot A} から {\displaystyle A} が帰結する。この推論は、古典論理では妥当であるが、直感主義論理では妥当でない。また、あらゆる文について、その文が真であるか、その文の否定が真である ({\displaystyle A\lor \lnot A} の形式を取るすべての命題が真である) と主張する排中律も、直感主義論理に存在しない古典主義の直感の一つである。この古典論理からの逸脱は、真理が証明を用いた検証により得られるという見解に基づく。逸脱論理は、「ある対象の存在を証明するには、それを実際に見つけたり構成したりしなければならない」とする構成主義数学の分野で特に重要である。
多値論理は、すべての命題が真か偽のいずれかであるとする二値性の原理を却下する点で、古典論理と異なる。ヤン・ウカシェヴィチとスティーヴン・コール・クリーネは、文の真理値が不定であることを示す第3の真理値を導入した3値論理を提唱した。3値論理は、言語学の分野で応用される。ファジィ論理は、0から1までの実数で示される無限の「真理の程度」を持つ多値論理である。
矛盾許容論理は、矛盾を扱う論理体系である。矛盾許容論理は、爆発律を避けるよう定義される。したがって、矛盾からあらゆるものが帰結しない。矛盾許容論理は、真なる矛盾が存在するとする真矛盾主義と関わりがある。グレアム・プリーストは、真矛盾主義の現代の重要な擁護者であり、同様の見解はゲオルク・ヴィルヘルム・フリードリヒ・ヘーゲルにも見ることができる。

## 研究領域
論理学はさまざまな分野で研究されている。多くの場合、論理学の研究では、論理学の形式的な方法論の論理学以外の分野 (倫理学、計算機科学など) への応用を研究する。また、論理学自体が別の分野での研究の対象となる場合もある。例えば、論理学者が用いる基本的な概念に関する哲学的な仮定の検討や、数学的構造を用いた論理学の解釈・分析、形式論理体系の抽象的な特徴の比較などがある。

### 論理学の哲学と哲学的論理学
論理学の哲学は、論理学の範囲・性質を研究する哲学の分野である。論理学の基本的な概念の定義や、これらの概念に関する形而上学的な仮定など、論理学で暗に受け入れられる多くの仮定を研究する。また、論理体系の分類や、その存在論的な問題も研究する。哲学的論理学は、論理学の哲学の一分野である。論理学の方法論の形而上学、倫理学、認識論などの分野の問題への応用を研究する。この応用では、主に拡充論理や逸脱論理の論理体系が用いられる。

### メタ論理学
メタ論理学は、形式論理体系の特性を研究する分野である。例えば、新しい形式体系が考案された際に、その論理体系が証明可能な論理式を研究する。また、各論理式の証明を発見するためのアルゴリズムを考案できるかや、その論理体系で証明可能なあらゆる論理式が恒真式であるかも研究する。また、論理体系を他の論理体系と比較し、その論理体系に固有の特性も研究する。メタ論理学における重要な問題は、構文論と意味論の関係である。形式論理体系の構文規則は、証明を立て、前提から結論を演繹する方法を定義する。形式論理体系の意味論は、真である文と偽である文を定義する。論証の前提が真で結論が偽であることは不可能であるため、形式論理体系の意味論は、論証の妥当性も決定する。構文論と意味論の関係は、あらゆる妥当な論証が証明可能であるかや、あらゆる証明可能な論証が妥当であるかなどの問題と関連する。また、メタ論理学では、論理体系の完全性、健全性、一貫性を検討し、論理体系の決定可能性や表現力を研究する。メタ論理学者は、通常、メタ論理学の証明を立てる際に抽象的な数学的推論を用いる。これにより、正確で一般性がある結論に到達することが可能となる。

### 数理論理学
数理論理学は、形式論理学と同義として用いられる場合がある。一方、狭義では、数理論理学は数学における論理学の研究を指す。数理論理学の主な分野には、モデル理論、証明論、集合論、計算可能性理論がある。数理論理学の研究では、論理学の形式体系の数学的特性を研究する。また、数学の推論の分析への論理学の応用や、論理学に基づく数学基礎論の確立の検討が含まれる場合もある。20世紀の数理論理学では、後者が論理哲学者ゴットロープ・フレーゲ、アルフレッド・ノース・ホワイトヘッド、バートランド・ラッセルの論理主義が取り組んだ主な問題であった。数学の理論は恒真式でなければならず、フレーゲらの目的は、数学を論理学に還元することでこれを示すことであった。この取り組みは、フレーゲの『算術の基本法則』に対するラッセルのパラドックス、ヒルベルト・プログラムに対するゲーデルの不完全性定理により、失敗した。
集合論は、ゲオルク・カントールの無限の研究で確立され、数理論理学における多くの重要で困難な問題を生み出してきた。例えば、カントールの定理、選択公理の位置付け、連続体仮説における独立性の問題、巨大基数に関する議論などがある。
計算可能性理論は、計算問題を効率的に解く方法を研究する数理論理学の分野である。例えば、P対NP問題がある。計算可能性理論の目的は、アルゴリズムを用いてある問題を解くことができるかを理解することである。計算可能性理論は、チューリングマシンのようなモデルを用いてこの問題を探究する。

### 計算論理学

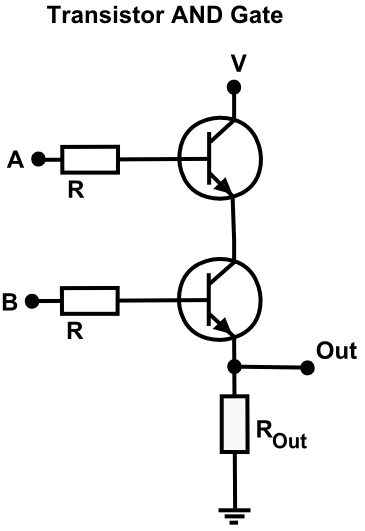
論理積 (AND) は、ブール論理における基本的な操作の一つである。論理積は、2個のトランジスタを用いるなど、複数の方法で電子的に実装できる。

計算論理学は、コンピュータを用いた数学の推論および論理的形式性の実装を研究する論理学および計算機科学の分野である。この分野には、例えば、推論規則を用いて人間の仲介なしに前提から結論への証明を構築する自動定理証明器などが含まれる。論理プログラミング言語は、論理式を用いて事実を表現し、これらの事実から推論を行うよう設計されたものである。例えば、Prologは、述語論理に基づく論理プログラミング言語である。また、計算機科学では、論理学の概念をコンピューティングにおける問題に応用する。クロード・シャノンの業績は、この分野で影響が大きい。シャノンは、ブール論理を用いてコンピュータ回路を分析・実装する方法を考案した。これは、論理ゲート (1個以上の入力と1個の出力を持つ電子回路) で実現される。命題の真理値は、電圧の大きさで表される。これにより、論理関数は、対応する電圧を回路の入力にかけ、出力の電圧を測定して関数の値を得ることでシミュレートすることができる。

### 形式意味論
形式意味論は、論理学、言語学、言語哲学の分野である。意味論は、言語の意味の研究である。形式意味論は、記号論理学および数学の形式的な方法を用いて、自然言語表現の意味の正確な理論を確立する。形式意味論では、通常、意味を真理条件に関連して理解しようとする。つまり、文が真または偽である状況を研究する。形式意味論の中核をなす仮定は、複合表現の意味がその各部分の意味および組み合わせによって決定されるとする合成性の原理である。この原理では、例えば動詞表現「歩きながら歌う」の意味は、その各部分「歩きながら」および「歌う」によって決定される。形式意味論の理論の多くは、モデル理論を用いる。つまり、集合論を用いてモデルを構築し、そのモデルの要素に関連して表現の意味を解釈する。例えば、名辞「歩く」は、歩行という属性を持つモデル内のすべての要素の集合として解釈される。リチャード・モンタギュー、バーバラ・パルティーは、英語における研究により、この分野で初期の影響力がある論理学者である。

### 論理学の認識論
論理学の認識論は、論証が妥当であることの知識や、命題が論理的に真であることの知識がどのように得られるかを研究する。これには、モーダスポネンスが妥当な推論規則であることの正当化や、矛盾が偽であることの正当化に関する問題が含まれる。歴史的に優勢であった見解は、この論理的知識の形態は、アプリオリな知識に分類されるというものである。つまり、知性には純粋な概念の関係を検討する特別な能力が備わっており、この能力が論理的真理の理解にもつながっているという見解である。同様の見解に、論理学の規則を言語慣用の観点から理解しようとするものがある。この見解では、論理学の法則は定義上真であり、 自明である (単に論理語彙の意味を表現しているだけである) とされる。
ヒラリー・パトナム、ペネロプ・マディーを含む哲学者は、論理学がアプリオリな知識であることを否定し、論理的真理が経験的な世界に依存すると主張する。合わせて、論理学の法則は、世界の構造的特徴から見出される普遍的な規則性を記述したものであるとも主張されることがある。この見解では、論理学の法則は、基礎科学における一般性のある法則を研究することで得られるとされる。例えば、量子力学で得られた知見は、論理式 {\displaystyle A\land (B\lor C)} と {\displaystyle (A\land B)\lor (A\land C)} が同値であるという古典論理の分配律を否定していると主張される。この主張は、量子論理が正しい論理体系であり、古典論理の代わりとするべきであるというテーゼに用いることができる。

## 歴史
論理学は、古代にそれぞれの文化で独立して確立された。論理学の初期における重要な貢献は、『オルガノン』および『分析論前書』で名辞論理を構築したアリストテレスによるものである。アリストテレスは、仮言三段論法および時相論理を導入した。また、帰納論理学や、名辞、predicable、三段論法、命題などの新たな論理学の概念も導入した。アリストテレス論理学は、古代ギリシャ・ローマ時代および中世において、ヨーロッパ・中東で高く評価され、19世紀前半まで西洋で広く用いられた。アリストテレス論理学は、その後の論理学の発展に取って代えられたが、その知見は現代の論理体系にも含まれている。